# Metropolitní univerzita Praha
Metropolitní univerzita Praha, o.p.s., je česká soukromá vysoká škola s univerzitním statusem. Nabízí studijní programy, které jsou vyučovány jak v českém, tak anglickém jazyce.

## Historie
Vznikla v roce 2001 a jedná se tak o jednu z prvních nově vzniklých soukromých českých vysokých škol po roce 1989. 13. prosince 2007 získala status univerzity a změnila název z Vysoké školy veřejné správy a mezinárodních vztahů, o.p.s., na Metropolitní univerzitu Praha, o.p.s. Od svého založení čítá univerzita přes 17 tisíc absolventů. 

## Studium
Metropolitní univerzita Praha jako jedna z mála soukromých vysokých škol v České republice získala statut univerzity, a tedy poskytuje vzdělání jak na bakalářské a magisterské, tak na doktorské úrovni. 
Studium je členěno na:
- bakalářský cyklus:
  - Anglophone Studies
  - Cestovní ruch
  - Finanční management
  - International Business
  - International Relations – Asian Studies
  - International Relations – European Studies
  - Humanitní studia
  - Mediální studia
  - Mezinárodní obchod
  - Mezinárodní vztahy – asijská studia
  - Mezinárodní vztahy – evropská studia
  - Psychologie
  - Veřejná správa
- magisterský cyklus:
  - Anglophone Studies
  - Asijská studia
  - Cestovní ruch
  - Evropská studia a veřejná správa
  - International Relations and European Studies
  - Mediální studia
  - Mezinárodní vztahy a evropská studia
  - Politologie
  - Regionální studia a mezinárodní obchod
- doktorský cyklus:
  - International Relations and European Studies
  - Mediální studia
  - Mezinárodní vztahy a evropská studia
  - Politologie

Programy je možné studovat v prezenční i v kombinované (dálkové) formě. Univerzita umožňuje studijní pobyty a pracovní stáže v zahraničí a studium v angličtině. Metropolitní univerzita Praha má partnerské smlouvy s více než dvěma sty zahraničních univerzit, a ročně přijímá okolo 200 studentů v rámci programů ERASMUS a ERASMUS+. Škola rovněž nabízí možnost Double Degree (jednoho studia zakončeného dvěma diplomy), a to ve spolupráci s univerzitou v Trentu, Hochschule Berlin a Manipal University v Indii. Škola má od roku 2003 rovněž podpůrný program pro tělesně hendikepované studenty "Škola bez bariér".
Škola umožňuje absolventům vyšších odborných škol ve zkrácené době (1 nebo 2 roky) absolvovat bakalářský studijní program na základě uznání předchozího vzdělání na vyšší odborné škole.
Univerzita dále koná rigorózní řízení, a to v následujících programech:
- International Relations and European Studies
- Mediální studia
- Mezinárodní vztahy a evropská studia
- Politologie

V roce 2025 se MUP stala první soukromou univerzitou, která získala od Národního akreditační úřadu oprávnění zajišťovat habilitační a jmenovací řízení, a může tedy udělovat tituly docent (doc.) a profesor (prof.) v oboru Mezinárodní vztahy.

## Věda a výzkum
Metropolitní univerzita Praha se profiluje i jako vědecká a výzkumná instituce v odborných oblastech, v nichž uskutečňuje studijní programy. Akademici univerzity se podílejí na řadě českých i zahraničních vědeckých projektů, včetně grantů udělených Evropskou agenturou pro výzkum (REA) či Grantovou agenturou České republiky (GAČR). V hodnocení Radou vlády pro výzkum, vývoj a inovace získala univerzita k roku 2022 nejlepší hodnocení vědecké činnosti ze všech českých soukromých škol.
Mezi vědecká centra univerzity patří Centrum bezpečnostních studií (C4SS), Centrum pro studium Blízkého východu (CMES) či Centrum pro studium Afriky (ASC). Univerzita vydává dva vědecké časopisy v oboru politických věd a mezinárodních vztahů Central European Journal of International and Security Studies (CEJISS) a Politics in Central Europe. Oba časopisy jsou indexovány ve vědeckých databázích SCOPUS.
Univerzita pořádá zvané přednášky významných světových osobností. V sobotu 14. března 2009 proběhla na Metropolitní univerzitě Praha konference s názvem „Evropský model pro mír na Blízkém východě“, na které vystoupil peruánský diplomat a bývalý zvláštní vyslanec OSN pro mírový proces na Blízkém východě Álvaro de Soto. 9. května 2016 na univerzitě vystoupilo sedm velvyslanců a velvyslankyní afrických zemí v diskusi se studenty a studentkami na téma budoucnosti Afriky. 22. listopadu 2022 přednášel na univerzitě japonský velvyslanec Hideo Suzuki a 13. prosince téhož roku na univerzitě přednášela velvyslankyně Mexika R. Leonora Rueda.

## Úplatkářský skandál
V březnu 2009 protikorupční policie obvinila zakladatelku Metropolitní univerzity Praha a ředitelku pro lidské zdroje a strategický rozvoj Annu Benešovou z několika trestných činů. Byla obviněna z nepřímého úplatkářství, podplácení a porušování povinnosti při správě cizího majetku. Podle policie se jednalo o úplatky ve výši 170 tisíc korun. Obvodní soud pro Prahu 10 rozhodl o vzetí Benešové do vazby, neboť měl obavy, že by obviněná mohla ovlivňovat svědky. Městský soud v Praze ji v roce 2011 odsoudil za podplácení a zpronevěru k podmíněnému dvouletému trestu odnětí svobody se čtyřletou zkušební dobou a zákazu činnosti. Podle soudu umožnila bezplatné studium desítkám lidí, zejména státním úředníkům, a univerzitě tím způsobila škodu přes šest milionů korun. Studenty tímto způsobem dodával zejména Úřad průmyslového vlastnictví a Magistrát hlavního města Prahy, který podle Benešové uzavřel se školou dohodu, že ročně zaplatí školné 10 zaměstnancům a další tří budou studovat zdarma. Mezi bezplatnými studenty byli také policista, úředník z Plzně a Miss World Taťána Kuchařová. Benešová v obálkách s prospekty školy posílala úplatky úředníkům, kteří mohli ovlivnit využívání prostor školy, například v lednu 2008 úřednici z královéhradeckého krajského úřadu nebo v roce 2009 radnímu pro Prahu 3 Pavlu Hurdovi. Benešová si také za peníze univerzity nechala zrekonstruovat svůj byt v Praze a dům v Dobřichovicích. Soud konstatoval jako polehčující okolnost, že ze svých skutků neměla žádný zásadní osobní prospěch.
14. února 2012 Anně Benešové prezident republiky Václav Klaus udělil milost z humanitárních důvodů, vzhledem k potřebě péče o jejího těžce nemocného manžela (přes podmíněné odsouzení) a tomu, že v minulosti nebyla trestána.

## Známí studenti a absolventi
- František Dohnal
- Jana Černochová
- Kateřina Částková
- Lucie Smatanová
- Markéta Sluková
- Michaela Ochotská
- Martin Čáslavka
- Martin Půta
- Nikol Leitgeb
- Otomar Sláma
- Patricie Solaříková
- Radim Zika
- Tomáš Drahoňovský
- Taťána Makarenko
- Nikola Buranská
- Lenka Nora Návorková